# 泰亞基金
泰亞基金股份有限公司(港交所除牌當時為0540.HK)，業務仍為通過Thai-Asia Open-end Fund（前
稱The Thai-Asia Fund）（「本基金」）投資於泰國證券，爭取長期資本增值，而在2006年3月16日退出香港股市。

## 事件
在2006年3月10日在股東特別大會通過退出香港股市，同時已清盤。
原因為未能符合交易所條例，加上交易買賣情況偏低。

## 連結
- 本公司除牌消息